# Elius
Elius – rodzaj chrząszcza z rodziny sprężykowatych.
Rodzaj został utworzony przez Léona Candèze jako monotypowy. Zoolog umieścił w nim wtedy gatunek Elius prionocerus Candèze, 1859. W 1891 r. ulokował w nim już 8 gatunków. Zarówno Schwarz w 1906, jak i Schenkling 1925 umieścili w rodzaju po 11 gatunków. Ich liczba zwiększyła się ponownie w 1928, kiedy to Fleutiaux opisał cztery nowe. Obecnie wyróżnia się 6 gatunków.